# Artärinflammation
Artärinflammation (arterit) innebär inflammation i kärlväggen, orsakad av immunologiska och allergiska mekanismer.